# Avenida Diagonal Paraguay
La avenida Diagonal Paraguay es una arteria de la comuna de Santiago, Chile, que conecta el centro de la capital con la comuna de Providencia, como alternativa a la Alameda. Fue abierta al público el 2 de noviembre de 1966.
La calle comienza en la Avenida Libertador Bernardo O'Higgins, naciendo de la continuación al sureste de la calle Santa Lucía tras pasar por debajo de dicha avenida, para luego tomar rumbo este a la altura de Avenida Portugal. Finaliza en Avenida Vicuña Mackenna, donde pasa a llamarse Avenida Rancagua. Sólo tiene dirección Oeste-Este para el tráfico vehicular.
Algunos hitos importantes de Diagonal Paraguay son la Posta Central y el Campus Andrés Bello de la Universidad de Chile, donde están la Facultad de Arquitectura y Urbanismo (FAU), la Facultad de Economía y Negocios (FEN), las oficinas administrativas de la universidad y la Tercera Compañía de Bomberos de Santiago en su intersección con Avenida Vicuña Mackenna.
Durante la dictadura militar chilena existió en Diagonal Paraguay un centro de la Dirección de Inteligencia Nacional (DINA).
Por esta calle pasan los recorridos 504 y 518 del servicio de transportes de Santiago de Chile, Red Metropolitana de Movilidad